# Зігендорф
Зігендорф (нім. Siegendorf) — ярмаркова громада в політичному окрузі Айзенштадт-Умгебунг федеральної землі Бургенланд, в Австрії.
Зігендорф лежить на висоті  176 м над рівнем моря і займає площу  23,1 км². Громада налічує 2937 мешканців. 
Густота населення 127/км².  
|                                    |
| Зігендорф на мапі округу та землі. |

 Адреса управління громади: Rathausplatz 1, 7011 Siegendorf. 

## Демографія
Історична динаміка населення міста за даними сайту Statistik Austria

## Виноски
1. ↑  Dauersiedlungsraum der Gemeinden Politischen Bezirke und Bundesländer - Gebietsstand 1.1.2018 — Статистичне управління Австрії.
2. ↑  Статистичне управління Австрії Bevölkerung am 1.1.2021 nach Ortschaften (Gebietsstand 1.1.2021)
3. ↑  www.siegendorf.at. Архів оригіналу за 15 вересня 2012. Процитовано 24 березня 2022.
4. ↑  Gemeindedaten von Siegendorf. Архів оригіналу за 14 липня 2014. Процитовано 1 листопада 2013.

| Австрія | Це незавершена стаття з географії Австрії. Ви можете допомогти проєкту, виправивши або дописавши її. |